# Christi Nomen
Christi Nomen è un'enciclica di papa Leone XIII, datata 24 dicembre 1894, sul tema della propagazione della fede.